# P-chicks
P-chicks（ピーチックス）は、1999年（平成11年）に結成したアイドルユニット。雑誌のオーディションで、ホリプロが身長150cm以下の女の子を募集し、その中の3人で結成した。

## メンバー
- 小林美香
- 瀧上夕佳
- 豊岡真澄

## 来歴
1999年に雑誌のオーディションでホリプロが身長150cm以下の女の子を募集し、2000年（平成12年）インターネット公募にて“かわいいひよこたち”を意味するグループ名が決定し、本格活動に入る。ホリプロが身長150cm以下の女の子3人（小林美香・瀧上夕佳・豊岡真澄）で結成したアイドルユニット「P-chicks」として芸能界入り。ブレイク寸前アイドルとして各誌の注目を集めた。ホリプロ主催のチャットパーティーなどに参加していたこともある。
「身長が150cmを超えたらその時点で即脱退」というルールがあった。
2002年（平成14年）に解散し、小林・瀧上はホリプロとの契約を打ち切られた。小林はブランクの後にフリーで再起し、有限会社N/Yに所属。グループ・ラブワンセーラーズへてソロ歌手として活動中。瀧上はフリーで雑誌モデル活動の後、2011年（平成23年）現在は不明。豊岡はホリプロにてソロ活動継続の後、結婚・妊娠を期に2008年（平成20年）引退した。

## 作品

### CD
- JUMP -メイっぱい抱きしめて-（2000年7月26日、ビクターエンタテインメント） テレビアニメ「HAND MAID メイ」オープニングテーマ

### ビデオ
- P-chicks ファーストビデオ（2000年8月19日、ポニーキャニオン）

### 写真集
- P-chicks ファースト写真集（2000年6月？日、宙出版）